# VOC-gemeente
Een VOC-gemeente (VOC: Vervoersautoriteiten Openbaar vervoer Centrumsteden) was een benaming voor 16 middelgrote Nederlandse gemeenten waarin het college van burgemeester en wethouders (B&W) de opdrachtgever was van het stadsvervoer.
Per 1 januari 2004 is de VOC-status ingetrokken. De provincies waarin de voormalige VOC-gemeenten liggen, ontvangen nu de rijksvergoeding voor het stads- en streekvervoer. Sommige provincies hebben hun nieuw verworven bevoegdheden over het stadsvervoer weer verder gedecentraliseerd naar de voormalige VOC-gemeenten, zodat er daar in de praktijk niet veel is veranderd.
De VOC-gemeenten waren (met bijbehorende vervoerder):
- Alkmaar (Connexxion)
- Almere (Connexxion)
- Amersfoort (Connexxion)
- Apeldoorn (Connexxion)
- Breda (BBA)
- Dordrecht (Stadsvervoer Dordrecht)
- Groningen (Arriva)
- Haarlem (Connexxion)
- 's-Hertogenbosch (BBA)
- Hilversum (Connexxion)
- Leeuwarden (Arriva)
- Leiden (Connexxion)
- Lelystad (Connexxion)
- Maastricht (Stadsbus Maastricht)
- Tilburg (BBA)
- Zwolle (Connexxion)